# Hudi Bitek
Hudi Bitek je sídlo vesnického charakteru v Chorvatsku, které je součástí města Záhřeb, konkrétně jeho čtvrti Brezovica. Nachází se asi 15 km jihozápadně od centra Záhřebu. Je jedním z odlehlých předměstí Záhřebu, ale zároveň i samostatnou vesnicí. V roce 2011 zde žilo celkem 441 obyvatel, což je výrazný nárůst oproti roku 2001, kdy zde žilo 331 obyvatel v 90 domech.
Vesnicí prochází župní silnice Ž1037. Její zastavěné území přímo navazuje na sousední vesnice Grančari a Zadvorsko.

## Sousední sídla
| Růžice kompasu | Demerje    | Drežnik Brezovički | Brezovica Zadvorsko | Růžice kompasu |
| Růžice kompasu |            | Sever              | Strmec              | Růžice kompasu |
| Růžice kompasu | Hudi Bitek |                    | Strmec              | Růžice kompasu |
| Růžice kompasu | Jih        |                    | Strmec              | Růžice kompasu |
| Růžice kompasu | Grančari   |                    |                     | Růžice kompasu |